# José María Pino Suárez, Puebla
José María Pino Suárez är en ort i Mexiko.   Den ligger i kommunen Tecamachalco och delstaten Puebla, i den sydöstra delen av landet, 160 km öster om huvudstaden Mexico City. José María Pino Suárez ligger 2 000 meter över havet och antalet invånare är 608.
Terrängen runt José María Pino Suárez är platt åt nordväst, men åt sydost är den kuperad. Runt José María Pino Suárez är det tätbefolkat, med 383 invånare per kvadratkilometer. Närmaste större samhälle är Tecamachalco, 2,4 km norr om José María Pino Suárez. Trakten runt José María Pino Suárez består till största delen av jordbruksmark.